# 1968年メキシコシティーオリンピックのカメルーン選手団
1968年メキシコシティーオリンピックのカメルーン選手団（1968ねんメキシコシティーオリンピックのカメルーンせんしゅだん）は、1968年10月12日から10月27日にかけてメキシコの首都メキシコシティーで開催された1968年メキシコシティーオリンピックのカメルーン選手団、およびその競技結果。

## 概要
今大会は銀メダル1個、合計1個のメダルを獲得した。

## メダル
| メダル | 選手名           | 競技       | 種目         |
| ------ | ---------------- | ---------- | ------------ |
| 銀     | ジョゼフ・ベサラ | ボクシング | ウェルター級 |